# V (servicio del metro de Nueva York)
La V Sixth Avenue Local (línea V local de la Sexta Avenida en español) fue un servicio del metro de la ciudad de Nueva York. Las señales de las estaciones, el mapa del metro de Nueva York, y los letreros digitales estaban pintados en color naranja, ya que representa el color de la línea de la Sexta Avenida que pasa por midtown Manhattan.
El servicio V operaba los días de semana aproximadamente desde las 6:30 a. m. hasta la media noche, desde Forest Hills–Avenida 71 hacia Lower East Side–Segunda Avenida, haciendo todas sus paradas locales en toda la ruta.
La flota del servicio V consistía completamente en vagones modelos R46.
Las siguientes líneas eran usadas por el servicio V:
| Línea                                                                                    | Vías  | Cuando                          |
| ---------------------------------------------------------------------------------------- | ----- | ------------------------------- |
| Línea Queens Boulevard desde la avenida 71 hasta Queens Plaza                            | local | horas pico, medio días y tardes |
| Línea Queens Boulevard desde Queens Plaza hasta la Quinta Avenida-Calle 53               | N/D   | horas pico, medio días y tardes |
| Línea de la Sexta Avenida desde las calles 47 y 50 hacia Lower East Side–Segunda Avenida | local | horas pico, medio días y tardes |

## Historia del servicio
Los trenes del servicio V es el servicio más nuevo del metro de Nueva York. Hizo su debut el 17 de diciembre de 2001, reemplazando al servicio G en las vías locales de la línea Queens Boulevard en Queens y a los trenes del servicio F en el túnel de la calle 53 con ruta hacia Manhattan durante los días de semana. Los trenes del servicio F cambiaron de rutas por la línea de la Calle 63, en la que había sido inaugurada el día anterior como servicio completo. En Manhattan, entre las calles 47–50 y los trenes del servicio V en la terminal del Lower East Side–Segunda avenida,  los servicios V y F hacían paradas idénticas.
El 23 de enero de 2005, un incendio destruyó el cuarto de mando de la calle Chambers en la línea de la Octava Avenida. El servicio V fue temporalmente extendido hacia la avenida Euclid hasta que el servicio C fue restaurado el 2 de febrero.

## Nuevo plan de servicios y la controversia

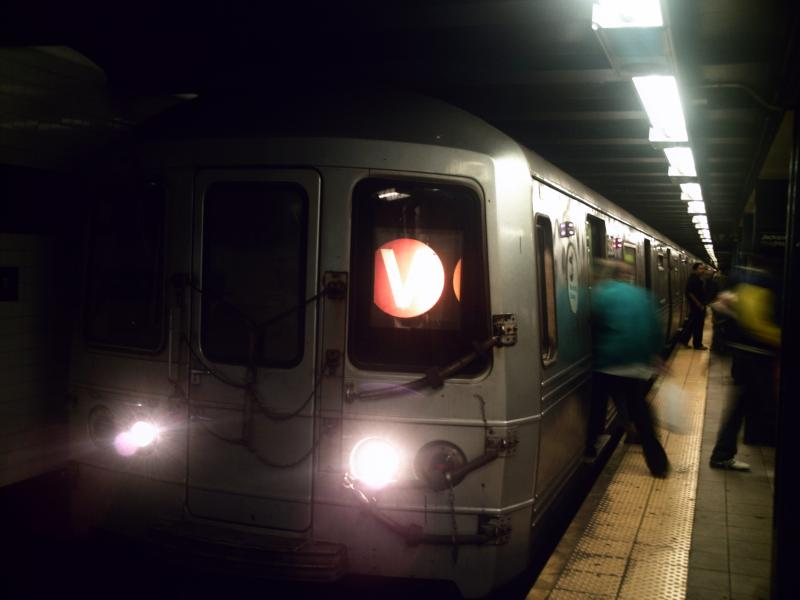
Tren V con rumbo a Forest Hills- modelo R46 en la avenida Roosevelt-Jackson Heights.

El servicio V fue introducida para dar a los residentes a lo largo de la línea de Queens Boulevard un servicio local directo hacia la calle 53 y la línea de la Sexta Avenida, resolviendo la gran demanda que había en la calle 23-Avenida Ely. La introducción del servicio V agregó nuevo trenes adicionales para operar en horas pico que entraban hacia Manhattan en la Línea Queens Boulevard. Sin embargo, para dar espacio a los trenes del servicio V en Queens Boulevard, el servicio G se le dio una nueva terminal durante los días de semana en Long Island City–Court Square, y los trenes del servicio F cambiaron de ruta al túnel de la calle 63.
El nuevo plan de servicio fue diseñado para distribuir la carga de los pasajeros con rumbo a Quens en el concurrido corredor de la Sexta Ave., mediante el fomento de la utilización de los nuevos trenes locales proveídos para dar viajes más cortos, y para improvisar el servicio y oportunidades de transferencias para los pasajeros al usar las estaciones locales a lo largo de la línea Queens Boulevard. El New York Times describió el plan del servicio como "complejo y duramente criticado." El columnista del NY Times Randy Kennedy apuntó, sin embargo, esos cuatro meses después de su apertura, la línea solo estaba operando al 49% de su capacidad total. Sin embargo, los usuarios habían "incrementado 20 por ciento desde que empezó a operar, y cada nuevo usuario del servicio V, sin importar que tan solo o sola estarían, el tumulto en el servicio E empezó a disminuir." Muchos años de experiencia con el servicio en operación, el servicio ha mostrado su valor y ha ganado más allá de lo que se había pensado. Los trenes del servicio V, aunque no se han llenado, han disminuido el tráfico de personas de los trenes F; sin embargo, aunque algunos usuarios se han quejado que los tumultos de los trenes E se ha empeorado, y otros han dicho que ha mejorado. En respuesta a las quejas de los usuarios del servicio G quienes se han quejado mucho (ellos estuvieron cerca de perder su transferencia hacia los trenes rumbo Manhattan en Queens Plaza), el MTA acordó una serie de concesiones. El MTA acordó instalar unos pasillos subterráneos en Court Square y la calle 23–Avenida Ely (E M) en la línea Queens Boulevard. En adición, un sistema gratuito de transferencias del MetroCard en 45th Road–Court House Square (7 <7>) en la línea Flushing fue creada en esas dos estaciones, una con el único sistema de transferencia de ese tipo. El MTA empezó a inspeccionar aquellas estaciones en el área de Long Island City, Queens para mejoras físicas.
El MTA también acordó en extender el servicio G hacia la Avenida 71 durante las tardes y fines de semana, y operar con un servicio más frecuente. La autoridad "ha gastado cientos de miles de dólares en pruebas, tratando de encontrar una manera para mantener que los trenes del servicio G sigan operando en la estación Court Square y más allá de Queens durante los días de semana. Pero debido a la adición de los trenes V, en la que compartirán espacio a lo largo de la línea Queens Boulevard con los trenes ya ahí, por lo que los trenes del servicio - E, F y los trenes R—G no podrían operar durante el día, cuando el servicio se llena de usuarios."
No todos los usuarios del servicio F estuvieron felices, por supuesto. El Columnista Kennedy buscó y entrevistó algunos de los usuarios que no estuvieron felices con el debut del servicio V:
La semana pasada, había dos trenes expresos (la E y la F) operando a lo largo de Queens Boulevard y la calle 53 y la avenida Lexington,  la estación donde había muchas personas tratando de tomar la línea Lexingtn. Ahora, solo hay una línea expresa (la E) y una local (la F) que va a esa estación tan popular. Y la otra expresa (la F) que se desvía a una estación menos popular, la calle 63 y la avenida Lexington, donde no puedes transferirte hacia la línea Lexington sin caminar afuera unas cuantas cuadras.
Así que las preguntas que se han estado preguntando privadamente, y algunas veces muy públicas, en las estaciones de Queen, ayer fueron: ¿Debo tomar un tren que no va donde voy y - ¡Qué Dios no lo quiera! - ¿con transferencia? ¿Debería tomar un tren relativamente vacío que va donde quiero ir pero que me dará el tour escénico del subterráneo de Queens?

## Eliminación de la línea
El 24 de marzo de 2010, la Junta de la Autoridad Metropolitana del Transporte hizo público que, debido a los problemas presupuestarios a que se enfrenta la agencia, y tras las preceptivas audiencias públicas, se aprobaron una serie de recortes de servicios en todas las agencias de transporte bajo mandato de la Autoridad, que entrarían en vigor el siguiente domingo 27 de junio de 2010. Puesto que la línea V funcionaba solo en días de semana, su último día de operación efectivo fue el viernes 25 de junio.
La línea M, cuya ruta fue modificada en Manhattan, reemplazó a la línea V, excepto en la estación de la Segunda Avenida.

## Estaciones
| Leyenda de la estación de servicio                       | Leyenda de la estación de servicio                       |
| -------------------------------------------------------- | -------------------------------------------------------- |
| Hace paradas todo el tiempo                              | Paradas todo el tiempo                                   |
| Hace paradas todo el tiempo                              | Paradas todo el tiempo excepto a altas horas de la noche |
| Hace paradas en las noches y días de semanas             | Paradas sólo en la noche y fin de semanas                |
| Hace paradas sólo los días de semana                     | Paradas en días de semana                                |
| Hace paradas en horas pico en direcciones congestionadas | Paradas horas pico o vías congestionadas                 |
| Detalles del periodo de tiempo                           |                                                          |

| V service                            | Estación                              | Acceso para discapacitados | Transferencias | Conexiones                                                                                   |
| ------------------------------------ | ------------------------------------- | -------------------------- | --- | -------------------------------------------------------------------------------------------- |
| Queens                               |                                       |                            | |                                                                                              |
| Hace paradas sólo los días de semana | Forest Hills–71st/Continental Avenues |                            | E F M R | LIRR Main Line en Forest Hills                                                               |
| Hace paradas sólo los días de semana | 67th Avenue                           |                            | M R |                                                                                              |
| Hace paradas sólo los días de semana | 63rd Drive–Rego Park                  |                            | M R |                                                                                              |
| Hace paradas sólo los días de semana | Woodhaven Boulevard                   |                            | M R |                                                                                              |
| Hace paradas sólo los días de semana | Grand Avenue–Newtown                  |                            | M R |                                                                                              |
| Hace paradas sólo los días de semana | Elmhurst Avenue                       |                            | M R |                                                                                              |
| Hace paradas sólo los días de semana | Roosevelt Avenue–Jackson Heights      | Acceso para discapacitados | E F M R 7 (IRT Flushing Line) | Bus Q33 hacia el Aeropuerto LaGuardia Bus Q47 hacia la Terminal Aérea de la Marina LaGuardia |
| Hace paradas sólo los días de semana | 65th Street                           |                            | M R |                                                                                              |
| Hace paradas sólo los días de semana | Northern Boulevard                    |                            | M R |                                                                                              |
| Hace paradas sólo los días de semana | 46th Street                           |                            | M R |                                                                                              |
| Hace paradas sólo los días de semana | Steinway Street                       |                            | M R |                                                                                              |
| Hace paradas sólo los días de semana | 36th Street                           |                            | M R |                                                                                              |
| Hace paradas sólo los días de semana | Queens Plaza                          | Acceso para discapacitados | E M R |                                                                                              |
| Hace paradas sólo los días de semana | 23rd Street–Ely Avenue                |                            | E M G (IND Crosstown Line en Long Island City–Court Square) 7 <7> (IRT Flushing Line en 45th Road–Court House Square; transferencia fuera del sistema del MetroCard) |                                                                                              |
| Manhattan                            |                                       |                            | |                                                                                              |
| Hace paradas sólo los días de semana | Lexington Avenue–53rd Street          | Acceso para discapacitados | E M 6 <6> (IRT Lexington Avenue Line en 51st Street) |                                                                                              |
| Hace paradas sólo los días de semana | Fifth Avenue–53rd Street              |                            | E M |                                                                                              |
| Hace paradas sólo los días de semana | 47th–50th Streets–Rockefeller Center  |                            | B D F M |                                                                                              |
| Hace paradas sólo los días de semana | 42nd Street–Bryant Park               |                            | B D F M 7 <7> (IRT Flushing Line en Fifth Avenue–Bryant Park) |                                                                                              |
| Hace paradas sólo los días de semana | 34th Street–Herald Square             | Acceso para discapacitados | B D F M N Q R W (BMT Broadway Line) | PATH en 33rd Street Amtrak, LIRR, NJ Transit en la estación Pennsylvania                     |
| Hace paradas sólo los días de semana | 23rd Street                           |                            | F M | PATH en 23rd Street                                                                          |
| Hace paradas sólo los días de semana | 14th Street                           |                            | F M 1 2 3 (IRT Broadway–Seventh Avenue Line en 14th Street) L (BMT Canarsie Line en Sixth Avenue)                                                                    | PATH en 14th Street                                                                          |
| Hace paradas sólo los días de semana | West Fourth Street–Washington Square  | Acceso para discapacitados | B D F M A C E (IND Eighth Avenue Line) | PATH en 9th Street                                                                           |
| Hace paradas sólo los días de semana | Broadway–Lafayette Street             |                            | B D F M 6 <6> (IRT Lexington Avenue Line en Bleecker Street; transferencia solo a los trenes del downtown)                                                           |                                                                                              |
| Hace paradas sólo los días de semana | Lower East Side–Second Avenue         |                            | F |                                                                                              |